# Adeline Daumard
Adeline Daumard, née le 13 août 1924 à Limoges et morte le 18 novembre 2003 à Paris, est une historienne française contemporanéiste, spécialiste d'histoire sociale du XIXe siècle et particulièrement de la bourgeoisie.
Elle a marqué cette historiographie en 1963 par la publication de sa thèse : La bourgeoisie parisienne de 1815 à 1848.

## Biographie
Née à Limoges le 13 août 1924, Adeline Daumard est la fille de Victor-Léon Daumard (1898-1965) et de Amélie Renaudie. Elle a un frère, Jacques Daumard (1926-2001), qui a mené une carrière de haut fonctionnaire.
Elle effectue ses études secondaires au lycée Fénelon à Paris puis passe sa licence d'histoire à la Sorbonne.
Admise à l'agrégation d'histoire en 1950, elle est alors affectée dans l'enseignement secondaire au Havre.
Intellectuellement active jusqu'en 2002 malgré sa maladie, Adeline Daumard est morte le 18 novembre 2003 à Paris. La fondation Jean-Moulin est légataire universelle de Mlle Adeline Daumard.

## Carrière universitaire
Adeline Daumard entre au CNRS en 1955.
Elle soutient sa thèse de doctorat en 1963. Elle est professeur à la faculté des Lettres de Lille-Amiens en 1965, où elle effectue le plus long de sa carrière. Enfin, elle est nommée à l'université Paris I-Sorbonne en 1984.

## Distinctions
- Officière de l'ordre des Palmes académiques (1972)

## Publications

### Ouvrages
- Les relations sociales à Paris à l'époque de la monarchie constitutionnelle d'après les registres paroissiaux des mariages, Ined, 1957.
- Structures et relations sociales à Paris au milieu du XVIIIe siècle (avec François Furet), 1961.
- La bourgeoisie parisienne de 1815 à 1848, thèse principale pour le doctorat ès lettres, S.E.V.P.E.N., 1963.
- Maisons de Paris et propriétaires parisiens au XIXe siècle. 1809-1880, 1965.
- Les bourgeois de Paris au XIXe siècle, édition abrégée de l'ouvrage précédemment paru sous le titre La Bourgeoisie parisienne de 1815 à 1848 (1963), 1970.
- Les fortunes françaises au XIXe siècle : enquête sur la répartition et la composition des capitaux privés à Paris, Lyon, Lille, Bordeaux et Toulouse, d'après l'enregistrement des déclarations de succession, dir., 1973.
- Les bourgeois et la bourgeoisie en France, 1977.

### Articles
- Daumard, Adéline, «Paris et les archives de l'Enregistrement», A.E.S.C., 1958, pp. 289-303.
- Daumard, Adéline et François Furet, «Les archives notariales et la mécanographie», A.E.S.C., 1959, pp. 676-693.
- Daumard, Adeline, «Structures sociales et classements socioprofessionnels : l’apport des archives notariales aux XVIIIe et XIXe siècles s», Revue historique, 86, t. 227, 1962, p. 139-154.
- Daumard, Adéline, «Une référence pour l'étude des sociétés urbaines en France aux XVIIIe et XIXe siècles, projet de code socio-professionnel», R.H.M.C., tome X, n° 3, juillet-septembre 1963, P.U.F., pp. 185-210.
- Daumard, Adéline et François Furet, «Structures et relations sociales à Paris au XVIIIe siècle», Cahiers des Annales, Paris, Armand Colin, no 18, 1961, 97 p.

### Préfaces
- Belleville au XIXe siècle : du faubourg à la ville, Gérard Jacquemet, éd. EHESS, 1984.
- Les classes bourgeoises et l'avènement de la démocratie, Félix Ponteil, 2e éd., 1989.

## Direction de thèses
- Le théâtre à Paris (1880-1914) : reflet d'une société?
- La politique familiale en France sous la Troisième République (1870-1914)
- Auguste Scheurer-Kestner (1833-1899) et son entourage : étude biographique et analyse politique d'une aristocratie républicaine
- Eugène Scribe : La fortune et la liberté
- La bourgeoisie juive à Paris au Second Empire
- L'Europe nouvelle (1920-1934) : étude et réactions d'une revue politique face au mouvement de rénovation internationale et sa double approche de la construction de la paix par la presse et la Société des nations
- Socialisme et esprit républicain dans le département de la Somme des années 1920 aux années 1950
- Chantilly, le développement urbain et le monde des courses, 1834-1914
- La noblesse de la Somme au XIXe siècle : des lendemains de la Révolution à Jules Ferry
- Noblesse foncière et notabilité : les Caffarelli de la fin de l'Ancien Régime aux débuts de la Troisième République[8]